# لبخند (ترانه چارلی چاپلین)
«لبخند» (به انگلیسی: Smile) ترانه‌ای است که بر اساس آهنگ موسیقی متن فیلم عصر جدید چارلی چاپلین، محصول سال ۱۹۳۶ ساخته شده است. چاپلین در آهنگسازی این قطعه از اپرای توسکا اثر جاکومو پوچینی الهام گرفته است. در سال ۱۹۵۴ جان ترنر و جفری پارسونز متن ترانه و عنوان را به آهنگ اضافه کردند. متن ترانه که براساس تم فیلم نوشته شده است، به ما می‌گوید که شاد باشیم و همیشه فردایی روشنتر وجود دارد تا زمانی که لبخند بزنیم.
نت کینگ کول خواننده نخستین نسخه «لبخند» در سال ۱۹۵۴ است که همان سال دهمین آهنگ در جدول بیلبورد و دومین آهنگ در جدول تک‌آهنگ‌های بریتانیا شد. دایانا راس هم نسخه‌ای از ترانه «لبخند» را برای آلبومش در سال ۱۹۷۶ ضبط کرد. در سال ۱۹۹۳ مایکل جکسون نسخه‌ای از این ترانه را ضبط کرد که در سال ۱۹۹۵ در دیسک دوم آلبوم هیستوری و در سال ۱۹۹۸ به صورت تک‌آهنگ منتشر شد.

## نسخه مایکل جکسون
مایکل جکسون که بیان کرده بود «لبخند» ترانه مورد علاقه اوست، مارس ۱۹۹۳ نسخه‌ای از این ترانه را در استودیو المپیک لندن ضبط کرد. نسخه «لبخند» جکسون ۲۰ ژوئن ۱۹۹۵ در دیسک دوم آلبوم هیستوری و ۲۰ ژانویه ۱۹۹۸ به صورت تک‌آهنگ منتشر شد. سال ۲۰۰۹ در مراسم یادبود مایکل جکسون، برادرش جرمین جکسون ترانه «لبخند» را به افتخار مایکل اجرا کرد.
| جدول (۲۰۰۹)                         | بالاترین جایگاه |
| ----------------------------------- | --------------- |
| آهنگهای دیجیتال برتر بیلبورد آمریکا | ۵۶              |

| جدول (۲۰۰۹)             | بالاترین جایگاه |
| ----------------------- | --------------- |
| جدول تک‌آهنگ‌های بریتانیا | ۷۴              |
| جدول موسیقی سوئیس       | ۷۰              |

## متن ترانه
لبخند بزن اگرچه قلبت پر از درده

لبخند بزن حتی اگر قلبت شکسته

وقتی آسمان ابریست

می‌توانی از عهده‌اش بربیایی
اگر لبخند بزنی

با وجود ترس و اندوه

لبخند بزن شاید فردا بفهمی

که زندگی هنوز ارزش دارد

اگر فقط …
چهره‌ات را با شادی درخشان کن

هر رد اندوهی را پنهان کن
حتی اگر نزدیک است اشکی از چشمانت جاری شود

درست همان وقت است که باید به تلاشت ادامه بدهی

لبخند بزن، فایده گریه چیست؟

خواهی فهمید که زندگی هنوز ارزش دارد

اگر فقط لبخند بزنی